# ماسامی کوبوتا
ماسامی کوبوتا (انگلیسی: Masami Kubota؛ زادهٔ ۶ دسامبر ۱۹۳۱) ژیمناست هنری اهل ژاپن است.